# 令和ブルガリアヨーグルト
『令和ブルガリアヨーグルト』（れいわブルガリアヨーグルト）は、宮木あや子による小説。『小説 野性時代』（KADOKAWA）の電子版にて、2022年5月号から2023年4月号まで連載された。2023年11月29日には、同社から単行本が出版された。
2024年1月に、テレビ東京系列にてテレビドラマ化された。

## あらすじ
朋太子由寿は、学生時代に読んだネット投稿されたBL小説がきっかけでブルガリア菌が「推し」となる。大手菓子・乳業メーカー「株式会社明和」に就職した由寿は、吾輩こと乳酸菌（ブルガリア菌20388株）に見守られながら、推し活にいそしみつつ、新人広報ガールとして奮闘していく。

## 書籍情報
- 宮木あや子『令和ブルガリアヨーグルト』（協力：明治、装画：まめふく、装丁：名久井直子）、KADOKAWA、2023年11月29日。ISBN 978-4-0411-4046-8。

## テレビドラマ
『推しを召し上がれ〜広報ガールのまろやかな日々〜』（おしをめしあがれ こうほうガールのまろやかなひび）のタイトルで、2024年1月11日（10日深夜）から3月14日（13日深夜）まで、テレビ東京系「水ドラ25」枠にて放送された。主演は本作が地上波の連続ドラマ初主演となる鞘師里保。

### キャスト

#### 主要人物
朋太子由寿（ほうだいし ゆず）〈23〉
演 - 鞘師里保（幼少期:山田詩子）
明和の新入社員。オタク気質の理系女子。岩手出身。
研究職志望であったが大阪支店営業部への初任配属から半年後、広報部へ異動となる。
幼少期に東日本大震災に遭い、避難所で明和のチョコを配給されたのが就職の志望動機。
吾輩（わがはい） / ブルガリア菌20388株
演 - 橋本さとし
宿主の由寿を見守る乳酸菌。
緑川逸美
演 - 明日海りお（第3話 - 最終話）（幼少期：長谷川澪）
広報部での由寿の先輩で教育係。働く女性の鏡的存在であるバリキャリ。
由寿の推す創作BL小説の作者・0123の正体と本人に打ち明ける。
飯野朝子
演 - 生駒里奈（第3話 - 最終話）
広報部での由寿の先輩。アイドルの推し活をしており、由寿とは気が合う。

#### 株式会社明和
由寿が就職した大手菓子・乳業メーカー。
足祐幸来（あすけ さら）
演 - 野村麻純（第3話 - 最終話）
美大卒のデザイナー。ヨーグルト製品のパッケージデザイン担当。
宮城出身で、同じく東北地方出身の由寿と仲良くなる。
金城剛
演 - 水間ロン（第1話・第2話）
大阪支店営業部での由寿の先輩。由寿を「明太子」と呼ぶ。
石川肇
演 - 宇野祥平（第4話 - 第8話）
研究員。気難しく少しクセがあるが誰よりも乳酸菌への愛が深く、由寿が尊敬する人物。
乳酸菌を「あの子たち」と呼ぶため、由寿に乳酸菌が主役のBL小説の作者と疑われる。
おでん先輩 / 三条誠（さんじょう まこと）
演 - バッファロー吾郎A（第2話・第4話・最終話）
阪神・淡路大震災のときに活躍した大阪支店営業部の伝説の営業マン。
被災した営業先のスーパーの従業員に温かいおでんを振る舞う。
現在は明和のヨーロッパ支社のCMOに出世している。

#### その他
林泰然（りん たいらん）
演 - 好井まさお（第1話・第2話）
由寿の担当営業先である大阪市内のスーパー「なかや」2号店の社員（バイヤー）。
小学生のころ神戸で被災しており、由寿に父から伝え聞いたおでん先輩の逸話を教える。

#### 由寿の関係者
岡林
声 - 滝沢カレン（第1話・第3話・第9話）
由寿のオタク友達。乳酸菌を題材にした創作BL小説を由寿に教え、彼女が乳酸菌にハマるきっかけを与える。
異世界転生した主人公が農業従事者となるラノベで商業誌デビューする。
朋太子野恵（ほうだいし のえ）
演 - 中島ひろ子（第2話・第3話・第6話・第7話・第9話・最終話）
由寿の母。世代や土地柄から普通に結婚して家庭を持つことが家族にとって一番の幸せとの考えを持つ。
自分や兄の個性や生き方を咎めないよう由寿に訴えられると考えは受け入れないものの、その様な考え方もあることは受け入れる。
朋太子迦寿（ほうだいし かず）
演 - 永田崇人（第5話 - 最終話）
由寿の兄。コスプレが趣味だが親には内緒にしている。縫製工場勤務でコスプレ衣装の制作が得意。プリキュアのファン。
コスプレが母にばれて家を追い出されるが、由寿が母に個性や生き方を咎めないようにと訴えたことで帰宅を許される。

#### 乳酸菌
プロキシ
演 - 橋本淳（第7話 - 最終話）
祖母の代から緑川が宿主の乳酸菌キメラ（変異株）。宿主の緑川と会話し意思疎通を図ることができる。

#### ゲスト

##### 第1話
佐々木恵二郎
演 - 藏内秀樹（第2話・第7話 - 最終話）
岩手に住む由寿の母方の祖父（野恵の父親）。酪農を生業としていたが痴呆症を患う。
幼い由寿に仔牛の頭をなでさせようとするも拒まれ悲しい顔をし、悪いことをしたと罪悪感を引きずり続けていた由寿から謝罪される。
若いころはテーラーになり洋服作りがしたかったが、男が裁縫するなと怒られ断念している。
乳酸菌
声 - 中野仁、大島忍、舩附藍丈
由寿が東京での就職活動の帰りに立ち寄ったスーパーで販売されていた明和のヨーグルトの乳酸菌たち。
AK社の営業マン
演 - 藤本康平（第2話）
明和と競合する乳業メーカーの営業マン。高速道路での交通事故の影響で物流網が止まり、納品が遅れることを林に謝罪する。

##### 第2話
林の父親
演 - 好井まさお（一人二役、第4話）
スーパーで宅配便を担当するドライバー。阪神・淡路大震災で勤め先のスーパーが被災する。
スーパーの従業員
演 - 山下徳久（第4話）
林の父親の同僚。商品とともにガスコンロと鍋を持参したおでん先輩から温かいおでんを振る舞われる。
配送ドライバー
演 - 吉川一勝
「なかや」2号店に明和の商品を届ける。

##### 第3話
広報部社員
演 - 上野恵理香 （第4話 - 最終話）、池田光輝（第4話 - 最終話）、山田悠貴（第4話 - 最終話）
明和・東京本社の広報部社員。
乳酸菌
演 - 赤木耀 、松藤史恩、もりたかお、くまさかりえ
明和・東京本社にいた乳酸菌たち。
社員
演 - 岩田明
明和・東京本社の社員。
開発部社員
演 - 比佐仁
明和・東京本社の白衣を着た研究員。
麹菌
声 - 山里亮太（南海キャンディーズ）（友情出演）
由寿の母が仕送りしてくれた味噌の麹菌。

##### 第4話
乳酸菌
演 - 貴堂寛之
明和の乳酸菌。
乳酸菌
演 - 粕谷吉洋
明和の研究所の乳酸菌。
乳酸菌キッズ
演 - 瀬戸優弦、竹内達麒、杉山なつめ、杉山太一、高橋誠、武田宝大、阿部貴之輔
明和の研究所で生まれて間もない乳酸菌。

##### 第5話
コスプレイヤー
演 - 桜井エミリア、猫田あしゅ、つぶらあい、ルア
2年前、岩手県盛岡市で由寿の兄・迦寿が参加したイベントのコスプレイヤーたち。
乳酸菌
演 - 近藤雄介、和気龍太郎
明和の研究所の乳酸菌。
乳酸菌
演 - 増田怜雄
明和の研究所で生まれた、まだ宿主のいない乳酸菌。
撮影スタッフ
演 - 多田昌史
明和の研究所に石川研究員の取材に来たテレビ局のスタッフ。
竹﨑由佳
演 - 竹﨑由佳（テレビ東京アナウンサー）
アナウンサー。生放送の情報番組で石川研究員を取材するため明和の研究所を訪れる。

##### 第6話
避難所の被災者
演 - 小宮重男、菊地伸枝、今野忠倫
避難所でかけた何気ない言葉で、幼い由寿に「慎ましく生きていかなければならない」と心の十字架を背負わせる。

##### 第7話
朋太子織（ほうだいし おり）
演 - 藤嶋花音
由寿の従妹。高校生。都内の大学への進学を考えるが、将来は岩手に戻り家庭を築くつもりだと帰省した由寿に告げる。
岩手のヤンキー
演 - 久野雅弘
岩手で休養するよう緑川に帰省を命じられ夜道の家路を急ぐ由寿に、猪がいたので気を付けるよう声をかける。

##### 最終話
乳酸菌
演 - Tomas M.、鶴谷嵐
明和ヨーグルト販売50周年記念パーティーに現れた乳酸菌。
社員A
演 - ぎたろー
記念パーティーのためにヨーロッパから帰国したおでん先輩を見つけて挨拶する。

### スタッフ
- 原作 - 宮木あや子『令和ブルガリアヨーグルト』（KADOKAWA刊）[8]
- 脚本 - 阿相クミコ[8]、波多野都[8]
- 音楽 - 田井モトヨシ[8]、鈴木俊介、田井千里
- オープニングテーマ - wowdow「ブルーステップ」（SKID ZERO）[29]
- エンディングテーマ - 鞘師里保「alchemy」（Savo-r / ondo）[10]
- 監督 - 片桐健滋[8]、佐藤洋輔[8]、藤田結衣[8]
- プロデューサー - 阿部真士（テレビ東京）[8]、元村次宏（東通企画）[8]、藤田結衣（東通企画）[8]
- 企画協力 - 株式会社明治、株式会社 明治アドエージェンシー[8]
- 制作協力 - 東通企画
- 製作著作 - テレビ東京

### 放送日程
| 各話   | 放送日  | サブタイトル                        | 脚本       | 演出     |
| ------ | ------- | ----------------------------------- | ---------- | -------- |
| 第1話  | 1月11日 | 私の推しは乳酸菌!運命的な出会い     | 阿相クミコ | 片桐健滋 |
| 第2話  | 1月18日 | 自社のヨーグルトで棚を埋めろ!?      | 阿相クミコ | 片桐健滋 |
| 第3話  | 1月25日 | オタク女子の奮闘!東京OLに擬態!?     | 波多野都   | 片桐健滋 |
| 第4話  | 2月01日 | ド緊張…初めてのインタビュー!        | 波多野都   | 片桐健滋 |
| 第5話  | 2月08日 | 生放送で大トラブル&コスプレ兄、登場 | 阿相クミコ | 藤田結衣 |
| 第6話  | 2月15日 | 体も心も限界…背負った十字架         | 阿相クミコ | 藤田結衣 |
| 第7話  | 2月22日 | 親の心、子知らず…芋煮×ヨーグルト!?  | 波多野都   | 佐藤洋輔 |
| 第8話  | 2月29日 | 「レシピ本」企画チーム、結成!       | 波多野都   | 佐藤洋輔 |
| 第9話  | 3月07日 | 推し小説の作者は誰?乳酸菌の秘密…    | 阿相クミコ | 片桐健滋 |
| 最終話 | 3月14日 | 届け、声よ!感涙のフィナーレ         | 阿相クミコ | 片桐健滋 |

### 放送局
| 放送期間                | 放送時間                     | 放送局         | 対象地域       | 備考   |
| ----------------------- | ---------------------------- | -------------- | -------------- | ------ |
| 2024年1月11日 - 3月14日 | 木曜 1:00 - 1:30（水曜深夜） | テレビ東京     | 関東広域圏     | 製作局 |
|                         |                              | テレビ北海道   | 北海道         |        |
|                         |                              | TVQ九州放送    | 福岡県         |        |
|                         |                              | テレビせとうち | 岡山県・香川県 |        |
| 2024年1月14日 - 3月17日 | 日曜 1:55 - 2:35（土曜深夜） | テレビ愛知     | 愛知県         |        |
| 2025年4月5日 -          | 土曜 6:50 - 7:20             | テレビ大阪     | 大阪府         |        |

### ネット配信
| 配信開始月 | 配信サイト     | 配信料金     | 備考       |
| ---------- | -------------- | ------------ | ---------- |
| 2024年1月  | TVer           | 広告付き無料 | 見逃し配信 |
| 2024年1月  | ネットもテレ東 | 広告付き無料 | 見逃し配信 |
| 2024年1月  | U-NEXT         | 定額制有料   |            |

### その他
2024年3月1日（2月29日深夜）放送のテレビ東京系ドラマ25『ハコビヤ』の最終話（第8話）に、鞘師が朋太子由寿の役柄でサプライズ出演している
| テレビ東京系 水ドラ25                  | テレビ東京系 水ドラ25                                                       | テレビ東京系 水ドラ25                          |
| 前番組                                 | 番組名                                                                      | 次番組                                         |
| -------------------------------------- | --------------------------------------------------------------------------- | ---------------------------------------------- |
| 君に届け （2023年10月12日 - 12月28日） | 推しを召し上がれ 〜広報ガールのまろやかな日々〜 （2024年1月11日 - 3月14日） | ソロ活女子のススメ4 （2024年4月4日 - 6月20日） |